# Красный Ключ (Нуримановский район)
Красный Ключ (баш. Ҡыҙыл Шишмә) (до 1920 года называлось Белый Ключ) — село (1928—2004 годы — рабочий посёлок) в Нуримановском районе Башкортостана, административный центр Красноключевского сельсовета. Согласно переписи 2020 года население составляло 2275 человек.

## Географическое положение
Находится на левом берегу реки Уфы.
Расстояние до:
- районного центра (Красная Горка): 30 км,
- ближайшей ж/д станции (Иглино): 78 км.

## Население

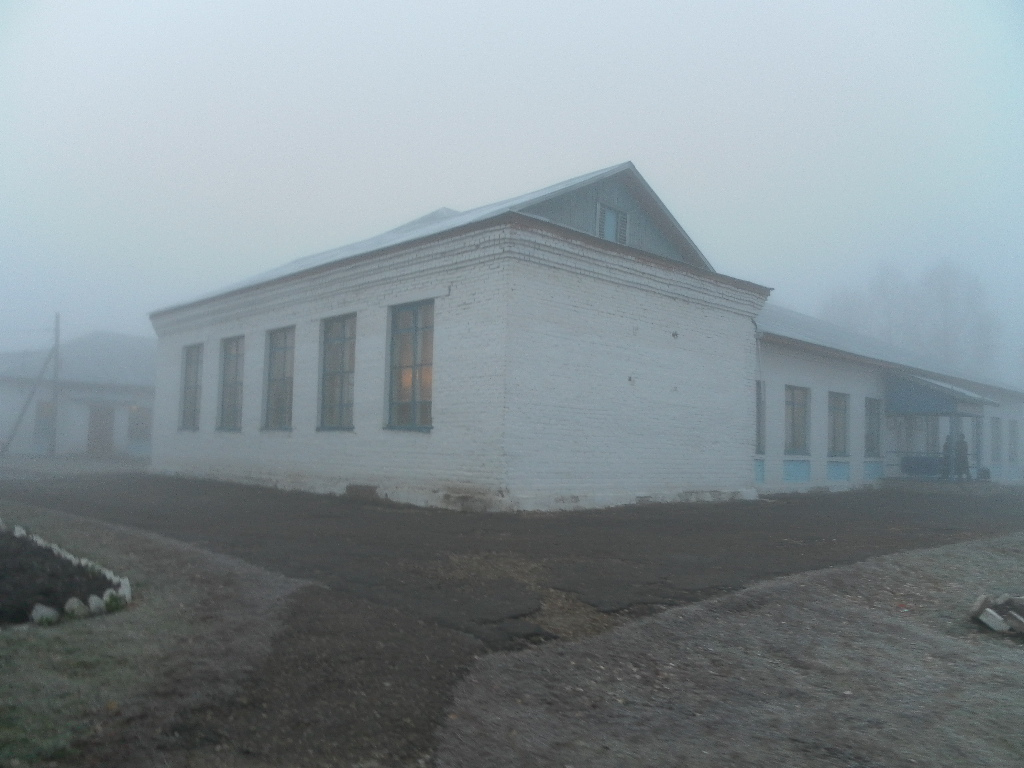
Школа в селе

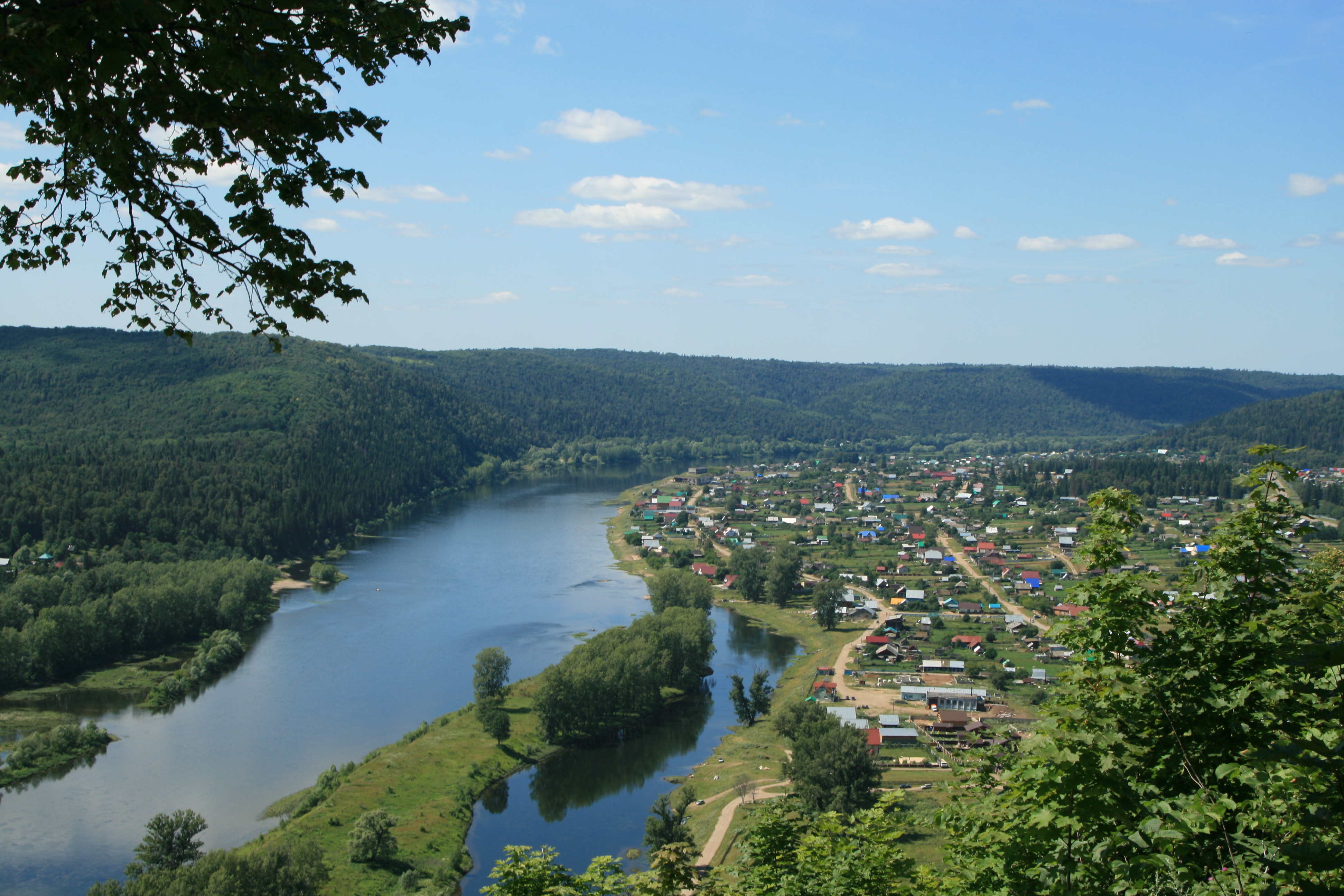
Река Уфа в поселке Красный Ключ — вид с Лысой горы

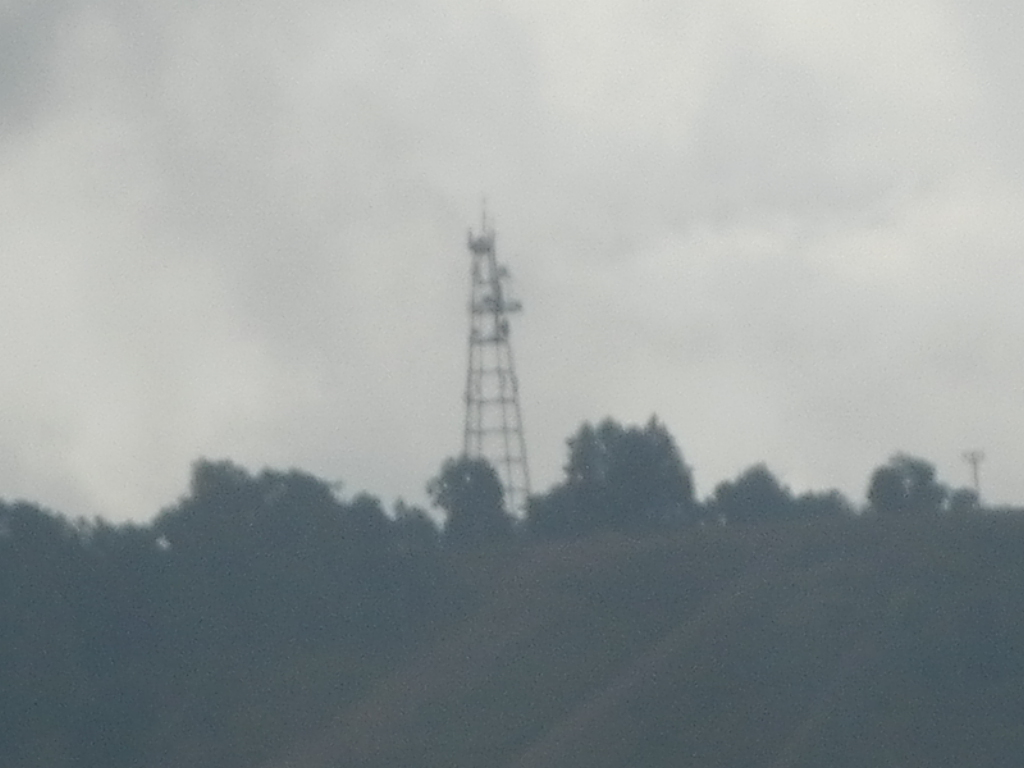
Красноключёвская телевышка

| 1939  | 1959  | 1970  | 1979  | 1989  | 2002  | 2009  |
| ----- | ----- | ----- | ----- | ----- | ----- | ----- |
| 8326  | ↘7128 | ↘3543 | ↘2863 | ↘2586 | ↘2344 | ↗2434 |
| 2010  | 2017  |       |       |       |       |       |
| ↘2274 | ↗2289 |       |       |       |       |       |

## Образование
В 1907 году построили первую школу. Это был домик, где обучалось всего семь учеников. Известно имя самого первого учителя села: Александр Константинович Преображенский.
В 1913 году возведена новая начальная школа. Теперь она состояла из двух классов, где обучали четверо преподавателей. После 1917 года школу преобразовали в семилетку..
В 1924 при бумажной фабрике открыла двери школа ФЗУ.
7 ноября 1930 открылась типовая школа из четырёх классных комнат по улице Клубной (сейчас — Ленина).
В 1936 году было построено новое типовое здание школы (сгорело в 1958 году).
В 1937 году школа стала средней. Первых учащихся Красноключевская средняя школа выпустила в 1938 году..
10 октября 1970 года открыта новая типовая школа на 320 учащихся.
В 1974 году Чурашинская восьмилетняя школой вошла в состав Красноключевской. Количество учащихся составляло 660 человек.
Новый комплекс средней школы на 260 учащихся и детского сада на 110 мест со встроенным бассейном открыт 1 сентября 2014 года. Строительство здания общей площадью 10 тыс. м² продолжалось два года

## Экономика
Градообразующим предприятием был Яман-Елгинский леспромхоз. Красный Ключ являлся посёлком лесозаготовителей. Леспромхозу принадлежала Яман-Елгинская узкоколейная железная дорога, одна из крупнейших в России. В посёлке находились железнодорожная станция и локомотивное депо, многие жители работали на железной дороге.
Леспромхоз пришёл в упадок в 2000-е годы и был окончательно уничтожен в 2007—2010 годах. Узкоколейная железная дорога разобрана в 2010 году.
ООО «Красный Ключ» — предприятие-производитель газированной и негазированной питьевой воды, а также прохладительных напитков на базе памятника природы — родника Красный Ключ. Оно одним из крупнейших производителей питьевых вод Республики Башкортостан (более 40 % рынка). Продукция предприятия неоднократно являлась победителем выставок и конкурсов; в частности, вода «Красный ключ» является лауреатом всероссийского конкурса «100 лучших товаров России».
Действует Красноключёвская малая ГЭС.

## Достопримечательности
- Телевышка построена около 50 лет назад. Она транслирует 4 телеканала: Первый канал, Россия 1, Россия К, БСТ.
- Яман-Елгинская узкоколейная железная дорога — лесовозная железная дорога, ликвидирована в 2010 году, предназначалась для перевозки древесины из лесов Южного Урала к воде[12][13].

## Религия
В селе есть православная церковь в честь апостолов Петра и Павла, построенная в 2014 году, православная часовня иконы Божией Матери «Живоносный источник» и мечеть Шакирьян.

## Известные уроженцы
- Сотников, Сергей Михайлович (род. 5 февраля 1958) — начальник вертолётной площадки в Ижме, на которую произвел аварийную посадку самолёт Ту-154[14][15].

## Галерея

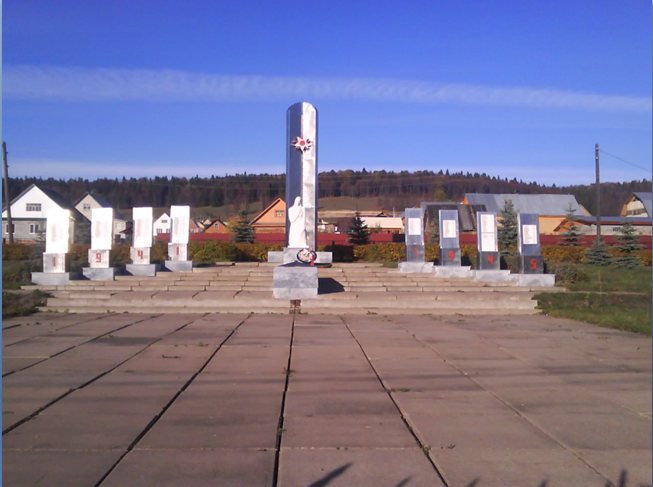
Памятник погибшим во время Великой Отечественной войны
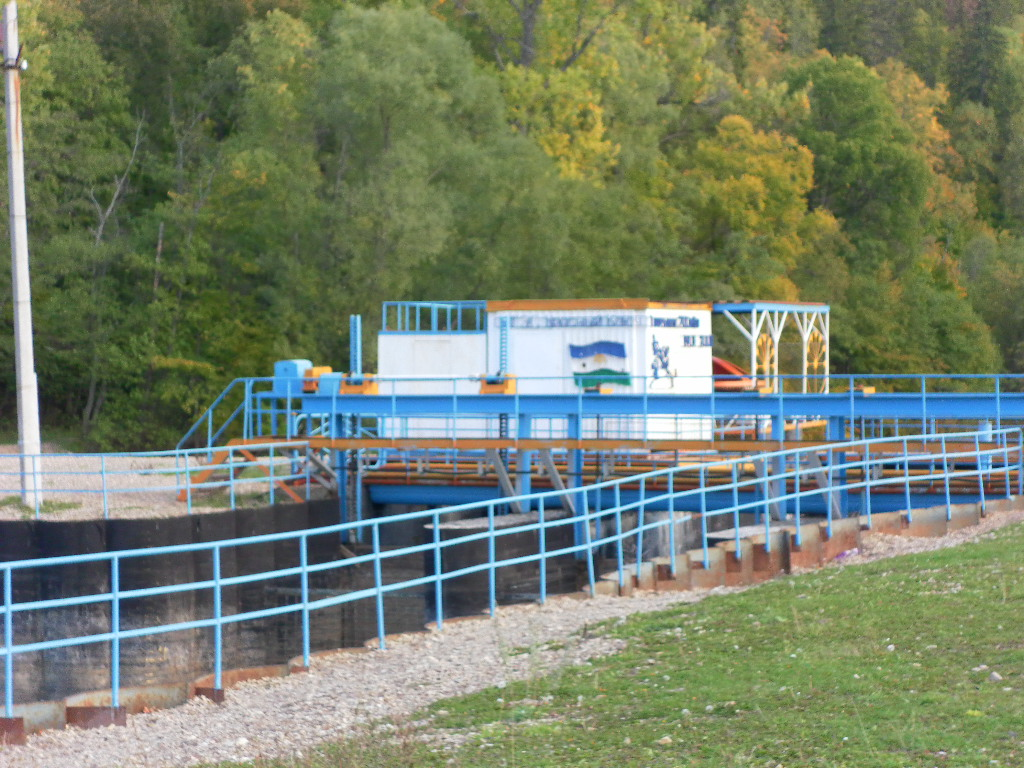
МГЭС на роднике Красный Ключ
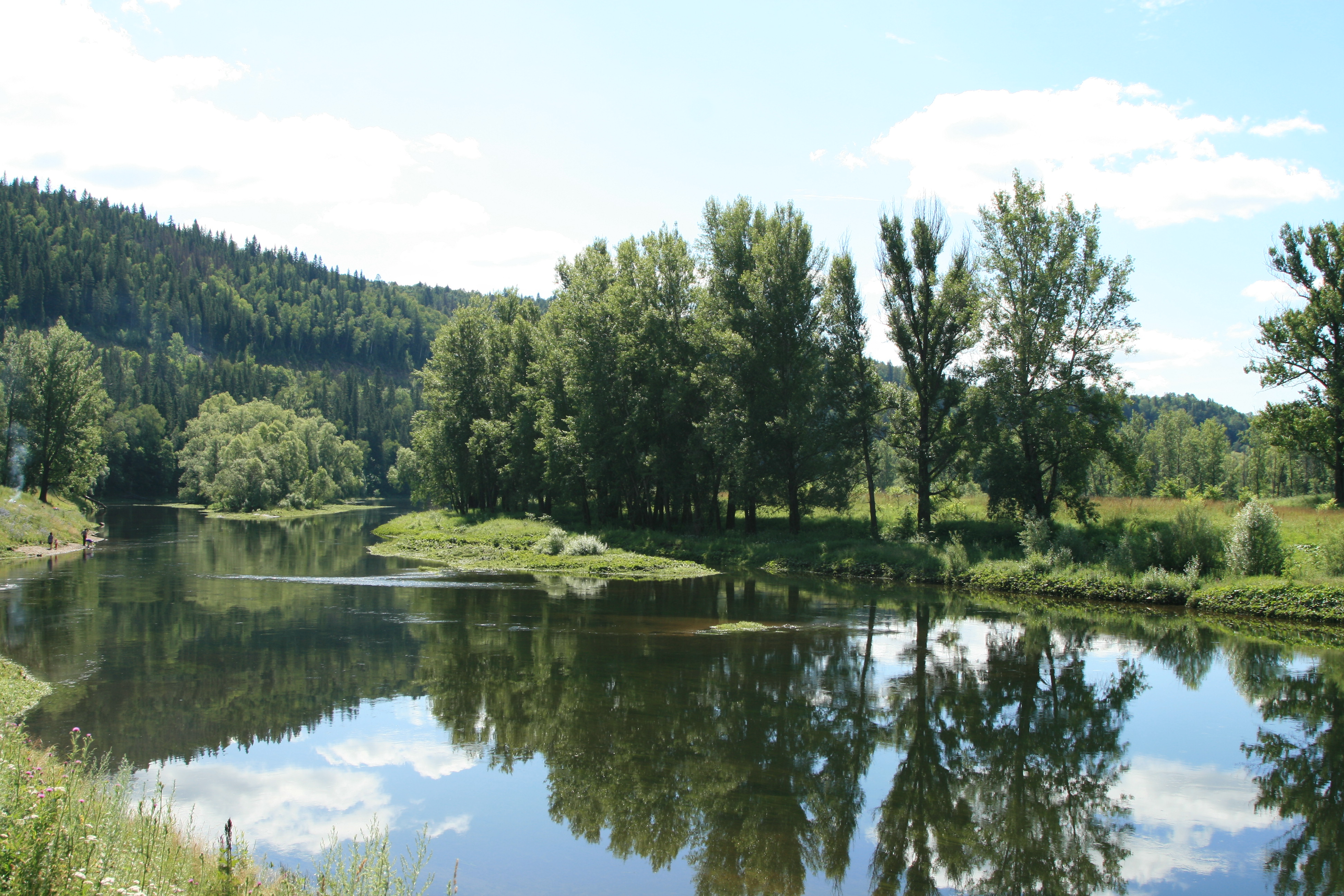
Река Уфа вблизи карстового источника Красный Ключ
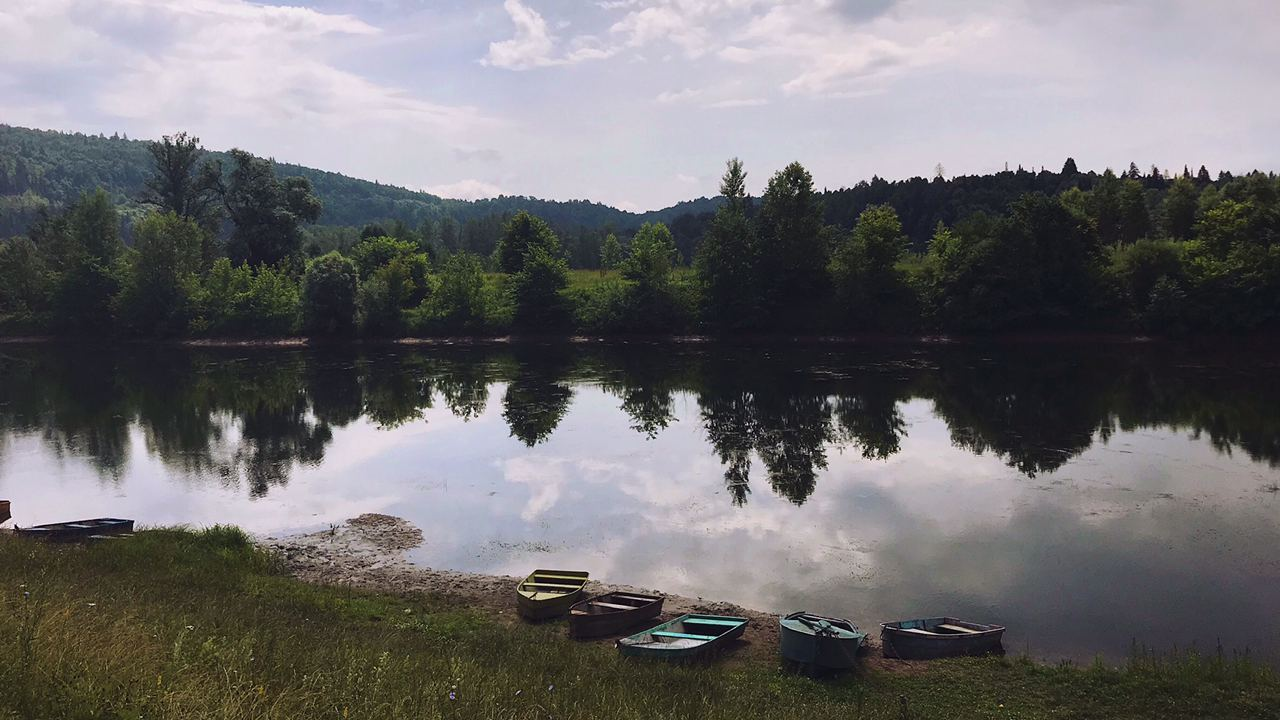
Река Уфа в посёлке Красный Ключ
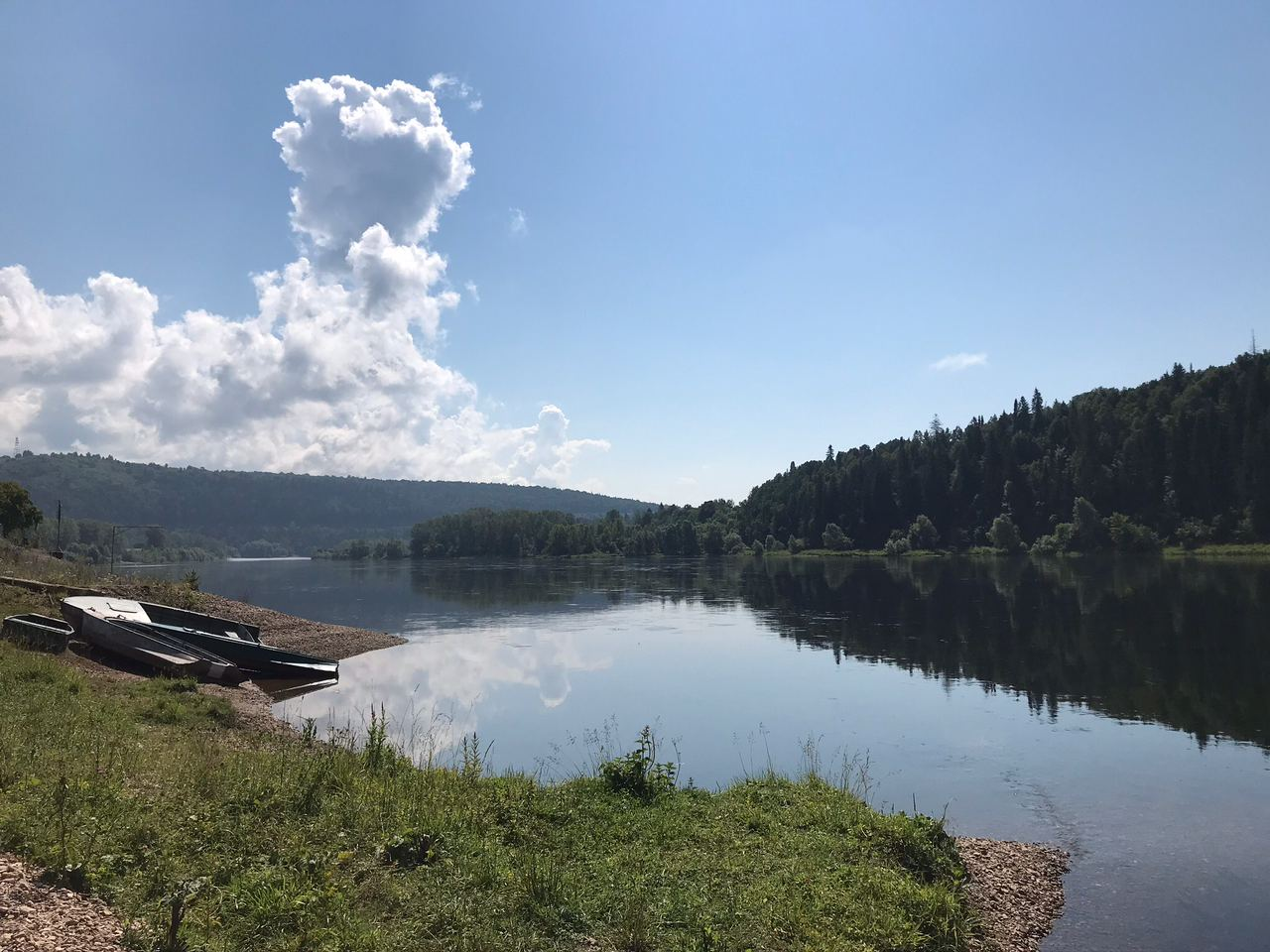
Река Уфа в посёлке Красный Ключ
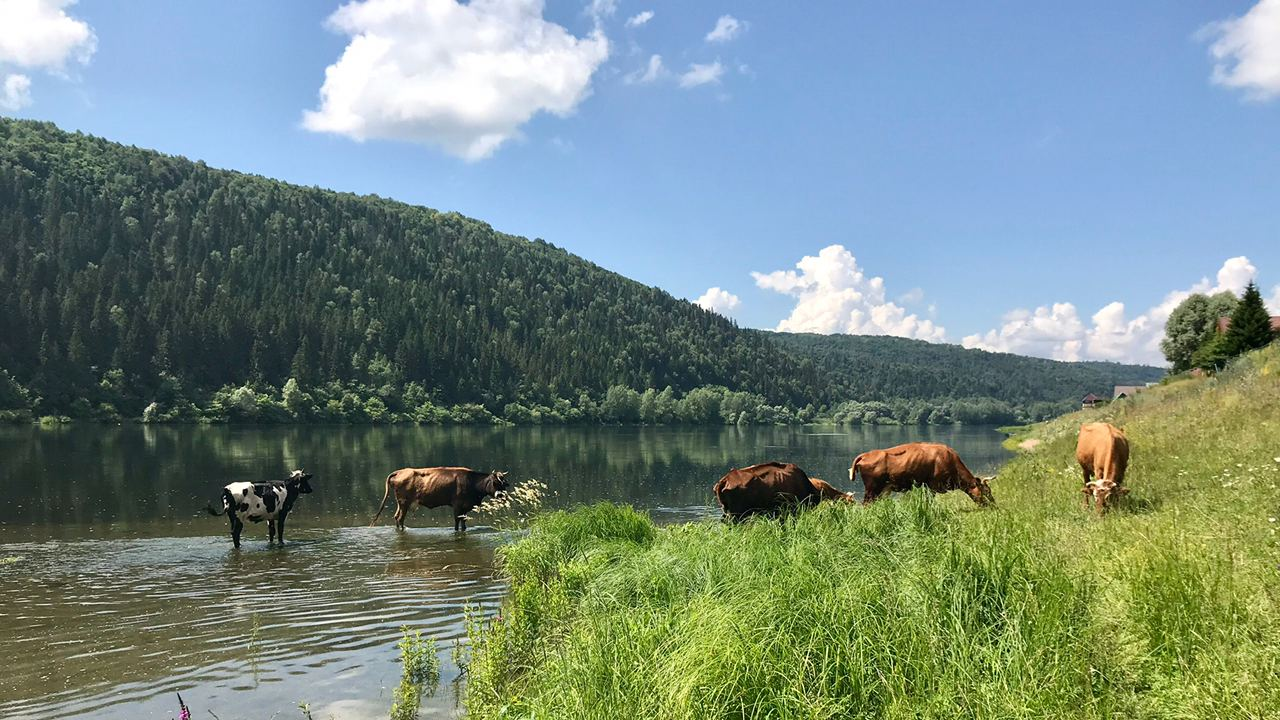
Река Уфа в посёлке Красный Ключ
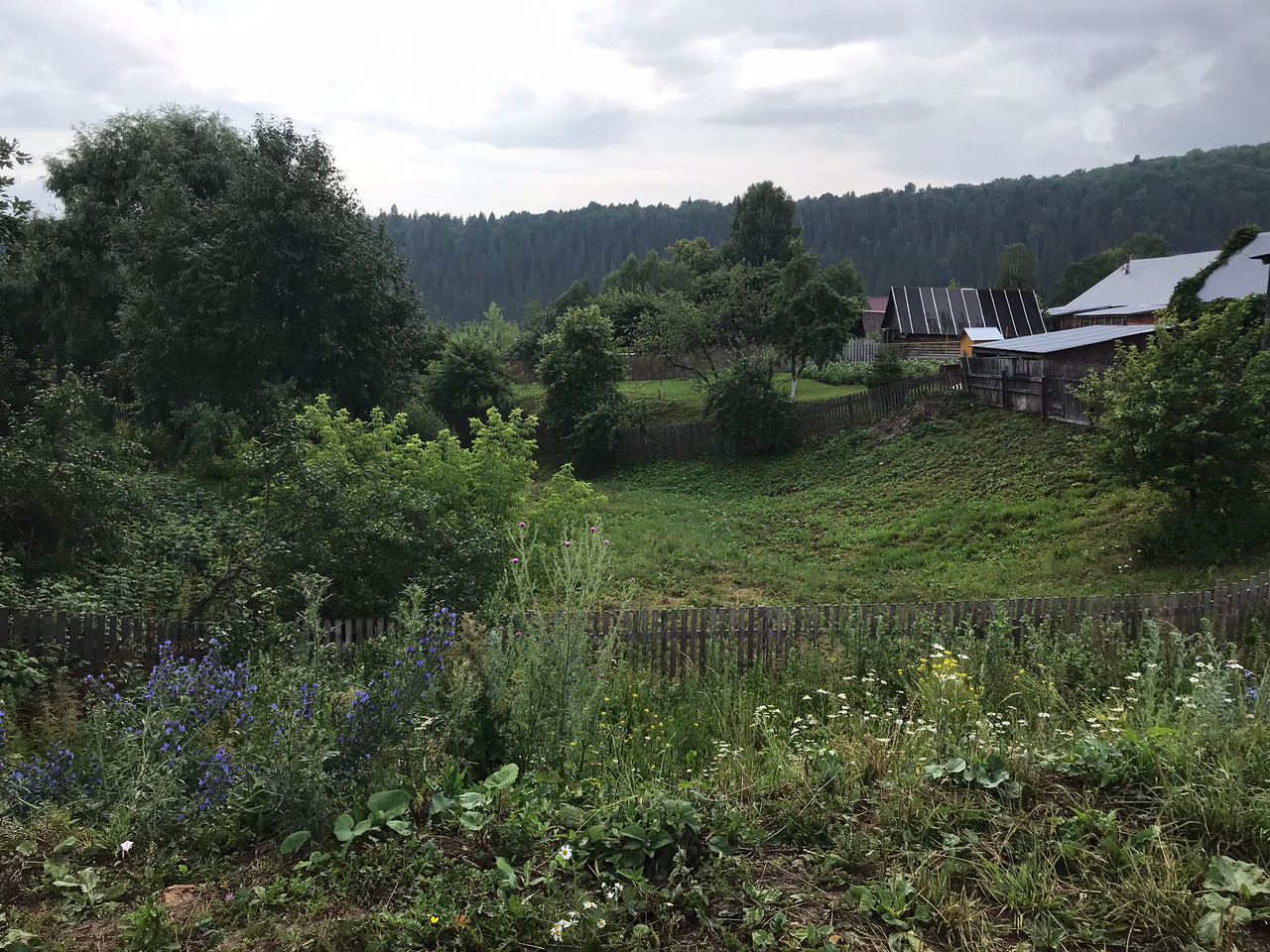
Посёлок Красный Ключ